# 中田翔
中田 翔（なかた しょう、1989年4月22日 - ）は、広島県広島市中区出身のプロ野球選手（内野手、外野手）。右投右打。中日ドラゴンズ所属。
2008年にNPBの北海道日本ハムファイターズに入団して以来、18年目となる2025年までに日本ハム、読売ジャイアンツ（巨人）、中日の3球団でプレーし、同年8月15日時点で通算309本塁打を記録、日本ハム時代にはパシフィック・リーグの打点王を3回獲得している。2025年限りで現役を引退することを表明している。

## 経歴

### プロ入り前
広島市立竹屋小学校3年から広島鯉城リトルで捕手として野球を始める。6年時に投手に転向。広島鯉城シニア時代は連盟記録となる通算51本塁打。広島市立国泰寺中学校3年時に鯉城シニアで日本代表入り。エースで4番を務め、米国遠征で4本塁打を打ちMVPに輝き、世界大会準優勝の原動力となる。投手としても141km/hを計測した。中3時にイベントで訪れたヤクルトスワローズ・山本樹投手と勝負して3打数2安打、シニアの県大会で御建公園野球場で打った場外本塁打は、隣接する御建神社の屋根を破壊し、神社から弁償を請求された推定170m弾だったといわれる。広島で過ごした少年時代は、当時の広島市民球場でプロ野球選手になる夢を抱いた広島東洋カープファンだった。子供の頃の実家の近所に緒方孝市宅があり、家に押しかけてサインをもらったこともある。
大阪桐蔭高校の西谷浩一監督は、中田をスカウトするため、広島に40、50回通った。大阪桐蔭高校では1年夏には「5番・一塁手」でレギュラーとなり、2005年の夏の甲子園ベスト4に貢献、この時の3年生に平田良介、辻内崇伸がおり、入学時からこの二人をライバルとして競争心を燃やしていた。また投手としても最速147km/hを計測。
秋からエースで4番を任され、岡田雅利とバッテリーを組んだ。2年春には151km/hまで球速が伸びた。肩の故障で投手としては活躍が出来なかったが、「4番・右翼手」として出場し、打者として大阪大会新記録となる4試合連続本塁打、甲子園では推定飛距離140メートル弾、更に秋季近畿大会準決勝の市川高校戦（和歌山県営紀三井寺野球場）で推定飛距離170メートルの本塁打を打つ。この頃から「平成の怪物」と呼ばれるようになる。3年生時の7月6日、全国高校野球大阪大会直前の練習試合・生野工業高校戦にて当時の高校通算本塁打の新記録となる87本目の本塁打を記録。大阪大会の決勝ではエースの植松優友を擁する金光大阪高校と対戦し、投手としては初回に3失点、打撃でも厳しいマークに遭い5打数無安打で、チームは敗戦して甲子園出場を逃した。この大会では本塁打は打てなかった。高校通算87本塁打、甲子園でも歴代7位となる4本塁打を打った。
2007年10月3日のプロ野球ドラフト会議（高校生対象）においては、佐藤由規、唐川侑己と並んで「高校ビッグ3」と呼ばれ、北海道日本ハムファイターズ、阪神タイガース、オリックス・バファローズ、福岡ソフトバンクホークスの4球団から1位指名を受けた。抽選の末、日本ハムが交渉権を獲得し、11月6日に契約金1億円、出来高払い5000万円、年俸1500万円（金額は推定）で契約し、高卒新人としてはダルビッシュ有に並ぶ球団最高額となった。背番号は、同年オフに現役引退した田中幸雄が着用していた6。
なお、中日の当時のスカウト部長であった中田宗男にはドラフト1位指名する考えもあり、スカウト会議の際も名前が出たが、監督の落合博満が中田翔の素行面を問題視して宗男に絶対に指名しないように念を押したことで、中日の指名は取りやめになったという話がある。宗男は中田翔が自分の予想以上のバッターに育ったと、あの時に指名していればよかったと後年後悔を吐露している。

### 日本ハム時代
2008年は守備位置としては高校時代の投手と外野手ではなく、三塁手を志願し球団の育成方針とも一致したことから、二軍で三塁守備での練習を始める。しかし、同年6月に左手首を骨折（全治1か月）したときは、トレーナー陣から「これでケガをしても誰も面倒を見てくれないぞ」と注意を受けていた状態で1か月近くも骨折を放置されていた。同年は1度も一軍に昇格することはなかった。オフに、300万円減となる推定年俸1200万円で契約を更改した。
2009年は春季キャンプ後の3月、三塁手としては起用できないと判断され、一塁手に専念。5月23日の東京ヤクルトスワローズ戦で「7番・指名打者」としてプロ公式戦初出場、プロ初安打を記録。25日の中日ドラゴンズ戦では途中出場ながら初めて守備機会のある一塁手の守備にも就いた。7月23日のフレッシュオールスターゲーム（札幌ドーム）ではイースタン・リーグ選抜の4番打者を務め、2安打2打点でMVPを獲得。大森剛とコーリー・ポールが持っていた同リーグのシーズン本塁打27本を超える30本塁打と史上最多タイの打点95を記録し二冠王を獲得、打率も.326でリーグ2位と好成績を残し、プロ野球コンベンション2009にて特別賞を受賞した。9月26日には一塁手としての先発出場も果たし、9月27日に犠飛でプロ初打点を挙げた。また、日本シリーズにも第3戦で代打で初出場した。12月5日、現状維持となる推定年俸1200万円で契約を更改した。一軍での出場機会を増やすため、シーズンオフより外野手へ転向した（登録は内野手のまま）。
2010年は長距離打者であるターメル・スレッジの退団と、レギュラー左翼手だった森本稀哲が故障で離脱したこともあり、開幕戦で「7番・左翼手」として自身初の開幕戦先発出場を果たし、杉内俊哉から自身初の2点適時打を打つ。その後も主に相手先発が左腕投手の試合で先発出場し、左翼手の守備も無難にこなしていたが、4月18日の試合を最後に二軍落ちする。その3日後の21日の二軍の試合で左膝半月板を損傷。5月10日に手術を受けた。7月19日に一軍昇格。「7番・指名打者」として先発出場し、復帰後初安打。翌20日の千葉ロッテマリーンズ戦にも先発出場し、大嶺祐太からプロ入り初本塁打（公式戦91打席目）を打った。8月6日の東北楽天ゴールデンイーグルス戦では栂野雅史と青山浩二から2打席連続本塁打を記録した。夏場には金子千尋、涌井秀章、和田毅、田中将大らエース級の投手から立て続けに本塁打を打ったが、9月に入ると調子を落とし、最終的には打率.233、9本塁打、22打点に終わった。オフに、600万円増となる推定年俸1800万円で契約を更改した。
2011年は開幕から19打席無安打とスタートに苦しんだがその後は成績を伸ばし、小谷野栄一の離脱中は4番に抜擢されるなどチームの主軸となり、初のオールスターゲーム出場も果たした。後半戦は不振に陥り、原因不明のめまいなどにも苦しんだがシーズンを通してレギュラーとして起用され、初の規定打席到達に加えともにリーグ3位となる18本塁打、91打点を記録した。しかし規定打席到達者ではリーグ最多と1個差の133三振、打率.2371はリーグワースト2位、出塁率はリーグワーストの.283に低迷し、OPSも.700を切った。オフに、2700万円増となる推定年俸4500万円で契約を更改した
2012年、キャンプから足を大きく開き、やや腰を落としてほとんど踏み出さずに振る「ノーステップ打法」を採用した。
この年から日本ハムの監督に就任した栗山英樹は、中田を中心とするチーム作りの意向を示しており、「4番・左翼手」として開幕スタメン。しかし、開幕から24打席無安打（25打席目で本塁打）となり、交流戦の頃から足を上げてタイミングを取る打法に切り替え、以後もフォームが定まらなかった。前半戦は打率1割台と不調だったが、栗山が不調でも我慢して使い続けたこともあり、最終的にレギュラーシーズンの全試合に4番打者として起用され続けた。球団では張本勲（1963年）、柏原純一（1983年）に続いて3人目の全試合4番出場となった。優勝チームでの全試合4番出場はパ・リーグでは野村克也（南海ホークス・1966年）以来、3人目。8月から徐々に調子を上げていき、9月には6本塁打を放つなど後半戦は打率.293、14本塁打、OPS.882を記録。シーズン通算では打率はリーグワースト3位の.239、得点圏打率は.198に終わったが、リーグ2位の24本塁打、リーグ3位の77打点（チーム首位）を記録。先制打、同点打、勝ち越し打、逆転の殊勲安打30本、17勝利打点はリーグ最多と、両極端な結果となった。内容的には前年に比べて三振を減らし、より四球を記録し、BB/Kを向上させるとともにリーグ最多得点を獲得した。また守備面では外野手としてリーグトップの19補殺（球団タイ記録）を記録し、そのうち9が併殺であり、中日の原田督三、松竹の岩本義行の外野手シーズン併殺数のプロ野球記録を62年ぶりに更新した。パ・リーグでは23年ぶりの2年連続リーグ最多補殺を記録。シーズン最後の連戦で、連敗すれば2位西武に並ばれる9月28日の西武戦では2ラン、3ランを放ってチームの全得点を記録し、リーグ優勝に貢献した。
ポストシーズンではクライマックスシリーズ、日本シリーズでも全試合4番として出場する。10月28日、東京ドームでの日本シリーズ第2戦の1回表に澤村拓一から死球を受け左手を負傷し、4回裏の守備から途中交代したが第3戦以降も左翼手で出場し、第4戦では9回表の二死満塁のピンチの場面で左中間に抜ける打球を好捕して味方の失点を防ぎ、第6戦では6回表に自身のポストシーズン初となる3点本塁打を放つが、日本シリーズでは結局この1打席の3打点に終わった。シリーズ終了後には第2戦の死球により左手第5中手骨を骨折していたことが判明した。12月3日、4000万円増となる推定年俸8500万円で契約を更改した。

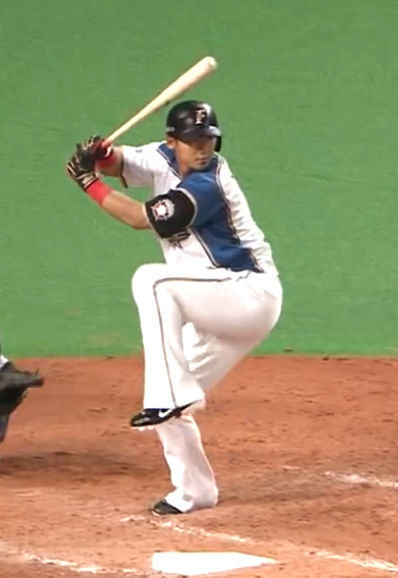
日本ハム時代
（2015年5月31日 札幌ドーム）

2013年は、4番として開幕から活躍を見せ本塁打ではリーグトップを走っていたが、8月21日の楽天戦の初回に美馬学から左手甲に死球を受け、左手第5中手骨亀裂骨折と判明し戦線を離脱。その後のシーズンをほぼ棒に振りタイトルこそ逃したものの、自己最多の28本塁打（リーグ2位）を放ち、前年リーグワースト3位だった打率もリーグ8位の.305と初の3割を記録した。長打率、OPSはリーグ2位を記録した。シーズン後にはベストナインを初受賞した。オフの11月には、台湾で行われた「2013 BASEBALL CHALLENGE 日本 VS チャイニーズ・タイペイ」の日本代表に選出された。オフに、6500万円増となる推定年俸1億5000万円で契約を更改した
2014年は2年ぶりに全144試合に出場し、死球の影響でスタメンを外れた7月の2試合を除く142試合で4番打者として先発した。新戦力として一塁手のホアン・ミランダが加入し、内野手登録として、キャンプからオープン戦序盤まで三塁手に再挑戦するも、シーズンでは例年と同じく左翼手を守る機会が多かった。ただ、シーズン後半は一塁手を守る機会が増え、試合途中で左翼手から一塁手へ回る場面が多くなった。打率は前年より下落して.269だったが、チームトップとなる27本塁打（リーグ4位）を放ち、2年連続で25本塁打以上を記録した。また打点では、3月・4月で17打点を挙げると、5月から9月にかけて毎月15打点以上を記録し、順調に数字を伸ばした。9月27日のオリックス戦でサヨナラとなるソロ本塁打を放ち、自身初の100打点に到達。最終的に2014年のパ・リーグで打点を三桁に乗せた唯一の選手となり、打撃三部門で初の個人タイトルとなる打点王を、2位に10打点差をつけて獲得した。この年はチームとしては3位だったが、オリックスとのクライマックスシリーズのファーストステージ第3戦（京セラドーム大阪）では、1対1で迎えた延長10回表に平野佳寿から決勝のソロ本塁打を放ち、続くファイナルステージで、第1戦、第2戦で本塁打を放ち、2008年のT.ウッズ（中日）以来2人目、パ・リーグのCSでは初の3試合連続本塁打を記録。続く第3戦でも6回表に3点本塁打を記録し、NPBのポストシーズンでの新記録となる4試合連続本塁打を達成した。翌18日の第4戦で3打数2三振1四球の無安打に終わり、記録は4でストップ。シーズンオフの10月9日に、日米野球2014の日本代表に選出されたことが発表された。オフに、5000万円増となる推定年俸2億円で契約を更改した。
2015年は開幕前の2月16日に「GLOBAL BASEBALL MATCH 2015 侍ジャパン 対 欧州代表」の日本代表に選出されたことが発表された。3月10日の第1戦、3月11日の第2戦に4番で先発出場し、1安打を記録した。シーズンでは年間を通して一塁手として出場した。交流戦終了の6月中旬までに20本塁打を記録する例年以上のペースで本塁打を量産していった。しかし慢性的な膝の不調に悩まされ、後半戦は大きく失速。不振に苦しむも、最終戦で涌井秀章から本塁打を放ち、キャリア初の30本塁打を達成した。また、2年連続100打点を記録した（同チーム内での2年連続100打点は、東映時代に大杉勝男（1971?1973年）が記録して以来2人目である）。守備は年間を通して安定し、初のゴールデングラブ賞を獲得した。オフに、4500万円増となる推定年俸2億4500万円＋出来高払いで契約を更改した。
2016年は開幕前の2月15日に「侍ジャパン強化試合 日本 vs チャイニーズタイペイ」の日本代表26名に選出されたことが発表された。レギュラーシーズンが始まると不調に苦しむようになる。6月27日の埼玉西武ライオンズ戦では途中で代打を出され、その後の2試合では打撃不振のためスタメンから外れた。その後も打率は.250前後を推移し続けたが、8月30日の楽天戦で、3試合連続本塁打になる20号本塁打を放つなどシーズン後半に復調。最終的にはシーズンを通して（スタメン落ちした2試合を除いて）4番打者に座り続けて、「打率.250、25本塁打、110打点」を記録。打率、本塁打こそ前年を下回ったが、打点は自己ベストの成績になり、（前述の大杉に並ぶ）3年連続の100打点を達成して打点王を獲得した。また一塁手として最多の守備機会に関わり、2年連続のゴールデングラブ賞を獲得、ベストナインにも選出された。このシーズンに本塁打数がそれほど伸びなかった背景にはブランドン・レアードに本塁打の量産を任せて自分はチーム打撃に徹するという考えがあり、シーズン前半には野球専門媒体がそのように報じていた。10月18日に「侍ジャパン 野球オランダ代表 野球メキシコ代表 強化試合」の日本代表に選出されたことが発表された。4年ぶりの出場となった広島東洋カープとの日本シリーズでは、4年前と同様に全試合4番打者で出場する。第3戦では8回裏に逆転となる2点適時二塁打を含む3打点を挙げると、第4戦では6回裏に同点に追いつくソロ本塁打を放つ。そして日本一に王手をかけた第6戦では、同点の8回表に二死満塁から押し出し四球を選び、これが日本一を決める決勝点となった。自身初の日本一を経験するとともに、優秀選手賞に選ばれた。12月1日、3500万円アップの推定年俸2億8000万円＋出来高払いで契約を更改した。
2017年3月31日の開幕戦は、6年連続での「開幕4番」を務めた。5月20日の札幌ドームでのオリックス・バファローズ戦で吉田一将から天井直撃の二塁打を放つ。しかし、この年は開幕から深刻な打撃不振に陥り、7月6日の西武戦を最後に、打率が.230を割り込む状況がシーズン終了まで続いた。2012年以来、4番での出場を主としてきたが、6月10日の巨人戦以降は、3番での起用が多くなった（中田が3番で起用される際は、ブランドン・レアードが4番で起用された）。7月8日のソフトバンク戦では、プロ初めての1番での起用になった。8月13日のソフトバンク戦からは、指定席であった4番に返り咲き、以後はほぼ4番として起用され続けた。最終的には、「打率.216、16本塁打、67打点」。打率（リーグワースト1位）、得点圏打率（.195。リーグワースト2位）、OPS（.676。リーグワースト4位）、RC27（3.69。リーグワースト1位）など、打撃面でのほとんどの項目で、レギュラー定着後最悪の成績になり、シーズン20本塁打も5年連続で途切れた。この年は8月17日に、国内FA権を取得（2016年12月の契約更改のときから、国内FA権取得後の動向が注目されていた）。しかし、実質的に自己最悪のシーズンに終わった影響もあり、11月14日、「ふがいない成績でチームを去ることはできない」として、国内FA権を行使せずに残留することを表明、推定年俸2億円（8000万円のダウン）＋出来高払いで契約を更改した。2018年4月のインタビューで、2017年シーズンの不振について「WBCに向けて（打撃における）タイミングと打つポイントを変えたが、結果として裏目になってしまった。（自身にとってFAイヤーである大切な年とわかっていたのでなおさら）このままで終わったらやばいという気持ちと焦り（が膨らみ続けた結果、シーズンを通してスランプから脱却できないまま終わってしまった）」と振り返っている。シーズンを通して自身の去就を熟考し続けたとのことだが、「（ファンの）みんなが掲げてくれた横断幕にしても、本当にありがたいなと思ったし、そういう人たちがいる限り裏切りたくない（と思うようになった）」として、最終的に残留を決断したという。
2018年は新たなチームキャプテンに任命され「初心に帰ってがむしゃらに戦いたい」ことをテーマに掲げてキャンプインした。3月30日の開幕戦では、7年連続での「開幕4番」を務めた。4月15日のオリックス戦（ほっともっとフィールド神戸）では、2014年10月以来、4年ぶりとなる左翼手での出場を果たした（この試合では左翼手として補殺を1つ成功させている）。5月9日のオリックス戦（京セラドーム大阪）では、6回表に小林慶祐から左前打を放ち、プロ野球通算1000安打を記録した。8月24日の楽天戦（札幌ドーム）で近藤弘樹から本塁打を放ち、通算200本塁打を達成した。平成生まれでの達成は史上初であり、球団史上5人目の快挙となった。シーズンを通して活躍し、2年ぶり6度目となる20本塁打を達成し、自身4度目となる100打点は球団最多記録となった。また、シーズン犠飛記録では歴代2位となる13本を記録した。オフに、FA権を行使せず3年契約で残留することを表明し、8000万円増となる推定年俸2億8000万円で契約を更改した（出来高を含めた3年総額で推定10億円）。
2019年、3月29日のオリックスとの開幕戦（札幌ドーム）で8年連続となる「開幕4番」を務め、延長10回裏に岩本輝から史上3人目となるサヨナラ満塁本塁打を記録した。自身の前の打者であった西川遥輝と近藤健介が立て続けに申告敬遠された後の本塁打だった。ヒーローインタビューで「あるとは思っていたけど、目の前で見たら、ナメてるのかなと思って、すごく気合が入りました」とコメントした。6月は2日の対オリックス戦（京セラドーム大阪）で4回二死満塁の打席でK-鈴木からシーズン2本目の満塁本塁打、4日のヤクルト戦（札幌ドーム）では2年ぶりとなる1試合2本塁打を放った。7月末時点の成績では打率.262、23本塁打、68打点を記録していたが、8月13日に右手母指球部挫傷で全治2週間と診断され、登録抹消された。復帰以降も調子は上がらず、打率.242、24本塁打、80打点の成績でシーズンを終えた。オフの契約更改では1000万円増となる推定年俸2億9000万円＋出来高払いでサインし、また2年間務めたチームキャプテンの任が今年で終わり、「キャプテンをさせてもらって、今までとは違うチームの見方ができましたし、みんなの前で発言する機会も増えたので本当にいい勉強になりました」とコメントした。
2020年は開幕前から「馬鹿みたいにバットを振らなくても打球が勝手に飛んで行く」と話し、キャンプについては「レベチ」（レベルが違う）との感想を述べた。9月10日のロッテ戦（ZOZOマリンスタジアム）にて史上64人目となる通算250本塁打に到達した。シーズン成績は1試合欠場しただけの119試合に出場し、前年同様低調な打率だったが自身最多となる31本塁打を記録。本塁打王は32本塁打の浅村栄斗に譲る形となったものの、108打点を記録し、4年ぶりに打点王を獲得した。オフに、5000万円増となる推定年俸3億4000万円で契約を更改した。
2021年は前年とは一転して調子の上がらないまま春季キャンプを終え、取材陣に対し、「今年は…ちょっと、あんまよくないですね。ゴミです」と不安を吐露した。開幕後も調子は上向かず、4月7日の対ソフトバンク戦では3度の好機で凡退、5回裏の打席で三振した後には悔しさからベンチ内でバットをへし折った。更に苛立ちから試合外で転倒し、右目の上を負傷。その影響から、6回の守備から交代となった。監督の栗山は取材に対し、中田のバット折りについて「ベンチでやるな、後ろでやれと言っている」「見ている人で不愉快な人もいる」と、負傷について「試合中に野球以外のところでつまずいたりするのはなしでしょ。いなくなるのは責任を果たしてないだろ」と厳しい口調でコメントした。翌日の試合は欠場したが、9日のオリックス戦（京セラドーム大阪）の試合で、先発出場に復帰。打撃では内野ゴロでも相手の野手選択を誘った全力疾走を行ったり、守備では捕球こそできなかったもののファウルゾーンへの小フライに対して躊躇なく飛び込むなど、気合のあふれるプレーを見せた。開幕17戦で本塁打0だったが、4月17日の対楽天戦（東京ドーム）の1回に8年ぶりのNPBでの登板だった田中将大から先制2ランとなるシーズン第1号を打ち、さらに6回に牧田和久から2号ソロ本塁打を打ち田中のNPBでの連勝記録を「28」で止めた。しかし、その後は本調子とまではならずに打撃不振が続き、自ら二軍での再調整を希望して5月17日に出場選手登録を抹消された。抹消後しばらくは試合には出場せずに室内練習場での再調整を続け、6月1日の二軍公式戦で実戦復帰。4日に一軍に復帰した。しかし、一軍復帰直後の8日の対阪神タイガース戦の第2打席で三塁ゴロを放って一塁を駆け抜けた際に右腰付近に違和感が生じ、途中交代。駆け抜けた後は立ち上がれず担架で運ばれて退場し、急性腰痛で復帰まで3週間かかる見通しとの診断だったため、翌9日に出場選手登録を抹消された。39試合の出場で打率.193、4本塁打、13打点、OPS.577という成績で前半戦を終えた。手術は選択せず腰への負担を軽減させるために体重を約10kg減量させ、7月27日エキシビションマッチの対広島戦で一軍復帰を果たした。しかし8月4日に後述の暴行事件を起こしたことにより、同月11日に球団から出場停止処分を科され、解除日未定の出場停止選手として公示された。

### 巨人時代

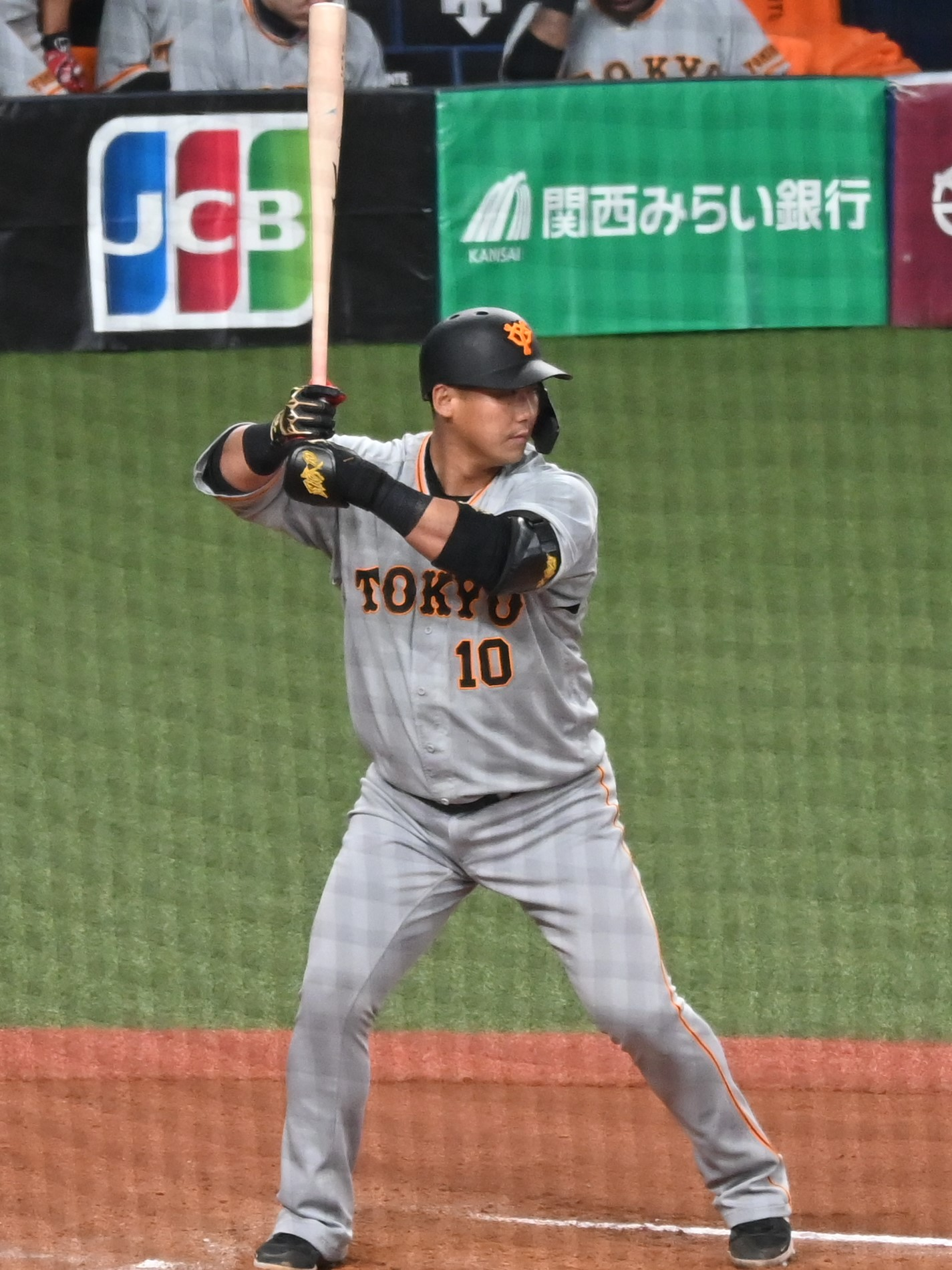
読売ジャイアンツ時代
（2022年3月11日、京セラドーム大阪にて）

2021年8月20日に野球協約第105条に基づく無償トレードで読売ジャイアンツへ移籍し、日本ハム球団から科されていた出場停止処分も同日をもって解除されることが発表された。背番号は同年に入団したジャスティン・スモークが着用し、途中退団により空き番号となっていた10となった。同日午前に球団事務所で会見を行ったのち、午後には一軍のチーム練習に合流し、翌21日には出場選手登録された。同日の対DeNA戦で大城卓三の代打として移籍後初出場。翌日には「5番・一塁手」で先発出場し、今永昇太から移籍後初安打となる2点本塁打を放った。しかし、その本塁打以降は長打がほとんど無く打点も挙げられず、打率は1割台と低迷し、9月11日に登録を抹消された。二軍では長嶋茂雄終身名誉監督からの直接指導や阿部慎之助二軍監督とのマンツーマン指導などを受けた。二軍戦6試合に出場し、打率.500（22打数11安打）、4本塁打、13打点と圧倒的な成績を残し、9月21日に最短で一軍に復帰したが、再昇格後も24打数2安打と一軍では打撃が振るわず、10月1日に移籍後2度目の登録抹消となった。同12日に再び一軍へ昇格し、同日の阪神戦では代打安打を記録したものの移籍後は34試合の出場で打率.154、3本塁打、7打点という成績に終わった。リーグ3位で迎えたCSでも計2試合の代打出場にとどまり、チームのファイナルステージ敗退が決定した11月12日の試合では最後の打者として空振り三振に倒れた。契約更改では減額制限を超える56％減（1億9000万円減）の推定年俸1億5000万円でサインをした。
2022年、4月3日の対阪神戦（東京ドーム）では1回一死満塁の打席でジョー・ガンケルから満塁本塁打を放った。5月13日の対中日戦（東京ドーム）でプロ入り初の犠打を決め、通算1521試合で6245打席目での初犠打は、張本勲の1858試合で7669打席目に次ぐ歴代最遅2位となった。翌14日の同一カードでは2点を追う7回一死満塁の打席で祖父江大輔からシーズン2本目の満塁本塁打となる逆転満塁本塁打を放った。同月28日の古巣・日本ハムとのセパ交流戦（札幌ドーム）で本塁打を放ち、全球団から本塁打を記録した。7月13日の対阪神戦で二回で適時失策を犯し、即時交代。先発出場しながら一打席で交代となったのは移籍後では初だった。8月10日の中日戦（バンテリンドームナゴヤ）では9回表にライデル・マルティネスから決勝本塁打を放ち戸郷翔征の10勝目を呼び込むと、翌11日の同カードでは、不調の岡本和真に変わり球団第91代の4番打者に起用され、第1打席で先制適時打を放ちチームの勝利に貢献。12日～14日の広島3連戦（東京ドーム）では、初戦で4番での初本塁打を含む3安打2打点の活躍を見せると、2戦目には適時打、3戦目には先制2点本塁打を放ち、2004年の小久保裕紀以来となる4番デビューから4戦連続打点を記録した。8月23日の中日戦では、史上47人目で平成生まれでは初の通算1000打点を達成。最終的に規定打席には大きく及ばなかったが、109試合出場で打率.269、本塁打24本、68打点と、2シーズンぶりの20本塁打達成やチーム内打点数2位と前年度の成績を大きく上回り、勝利に大きく貢献した。11月14日、巨人移籍後初・セ・リーグ初となるゴールデングラブ賞を一塁手部門で受賞した。両リーグ受賞は史上9人目で、かつ一塁手部門では史上初のセパ両受賞者となった。契約更改では倍増の推定年俸3億円で、3年契約を結んだ。一方で期間途中でも契約を破棄することなどができる、オプトアウトの条項を加えての契約でもあった。
2023年は3月31日の中日との開幕戦で「5番・一塁手」で先発出場。4回無死無走者の打席で小笠原慎之介から開幕戦本塁打を放った。同年は開幕から先発出場を続け、4月29日の対広島戦（東京ドーム）では1点を追う9回二死一塁の打席で栗林良吏から逆転サヨナラ2点本塁打を放つなど、好調を維持した。しかし、5月4日の対ヤクルト戦で、2回に左翼への二塁打で出塁した際に右足を痛め、そのまま交代。試合後に都内の医療機関で「右ハムストリングスの肉離れ」と診断され、翌日5日に登録抹消となり、故障班に合流すると発表された。その後、5月25日に一軍に復帰したが、故障離脱してる間に新人の門脇誠が三塁手として出場を続け、三塁手として出場していた岡本が一塁手として出場するパターンが定着したため、先発出場する機会が減少。それでも代打としての出場機会は増加し、8月6日の対広島戦では河野佳から史上45人目となる通算300本塁打を記録した。しかし、9月1日に特例2023で登録抹消となり、同15日に再度一軍登録されたが、5日後の20日に腰痛で3度目の登録抹消となった。この抹消以降は一軍に昇格できずそのままシーズンを終えた。故障離脱と門脇の台頭で、最終的な出場数は前年より少ない92試合となり、打率.255、15本塁打、37打点で、規定打席到達は逃した。シーズン終了後、新たに監督に就任した阿部慎之助が、翌年は一塁・岡本、三塁・坂本、遊撃・門脇という構想を掲げたため、翌年も先発出場機会を確保できない状況となった。そのため、先発出場機会を求めて海外FA権を行使することを熟考していると報道されたが、期限の11月14日までに申請書類を提出せず、FA権の行使は見送った。しかし、期限翌日の15日に、前年オフに結んでいた3年契約に盛り込まれていたオプトアウト権を行使して契約を破棄し、自由契約選手となることを選択した。

### 中日時代
2023年12月6日に中日ドラゴンズと正式に契約し、入団会見を行った。推定年俸は3億円前後の2年契約である。背番号は6。
2024年は3月29日のヤクルトとの開幕戦（明治神宮野球場）で5回二死無走者の打席でサイ・スニードから史上2人目となる3球団で開幕戦本塁打を放った。休養を挟みながらも開幕から4番に座る。しかし、5月15日の対阪神戦で左足首付近に自打球を当て、その足を庇って走塁した影響で右のハムストリングを負傷し、翌16日に登録抹消となった。同月28日に出場選手登録されると、6月は2日の対オリックス戦（京セラドーム大阪）で延長12回二死二塁の打席で阿部翔太から、14日の対ロッテ戦（ZOZOマリンスタジアム）では延長10回二死二塁の打席で坂本光士郎からそれぞれ延長戦で決勝適時二塁打を放ったが、同月は月間打率1割、2打点に苦しみ、26日に腰痛で出場選手登録を抹消。7月19日に再び出場選手登録されると、同月21日の対巨人戦（バンテリンドーム ナゴヤ）で6回二死無走者の打席で菅野智之から移籍後初の本拠地で初本塁打を放った。8月7日・8日の対DeNA戦では先発から外され、代打で出場するもともに空振り三振に倒れ、同月9日に出場選手登録を抹消された。最終的に62試合に出場、打率.217、4本塁打、21打点という成績に終わった。オフの11月9日に2年契約2年目で現状維持となる推定年俸3億円で契約を更改した。
2025年は、腰痛の再発などもあって8月12日時点でわずか25試合の出場に留まり、打撃成績も打率.161、2本塁打、4打点と振るわず、「これ以上チームに迷惑はかけられない」として同月15日に同年限りでの現役引退を発表した。同日の引退会見には1学年先輩で交流が多かった大野雄大や選手会長の藤嶋健人など、サプライズで登場した中日の10選手から花束を受け取った。

## 代表経歴
2012年シーズンオフの12月4日に、第3回WBC日本代表候補選手34人が発表され候補入りした。監督の山本浩二から4番候補として期待される。
2013年2月20日に、第3回WBC日本代表選手28人が発表され代表入りした。合宿から立浪和義打撃コーチの指導のもと、すり足への打撃フォームの改造に取り組んだ。WBCでは序盤戦は活躍するも、長打が出ないことを理由に打撃フォームを元に戻すことを直訴し、後半戦は大振りが目立ち、WBCの最終個人成績は21打数6安打（.286）と打率は残したが本塁打など長打は打てなかった。打順は下位で起用されることが多かった。
2015年7月16日に第1回WBSCプレミア12の日本代表第1次候補選手に選出されたことが発表され、9月10日に第1回WBSCプレミア12の日本代表候補選手に選出されたことが発表され、10月9日に最終ロースター28名に選出されたことが発表され代表入りしている。同大会では、第4戦まで合計11打点を記録。第4戦アメリカ戦では、6回表に決勝3点本塁打を左中間スタンドに記録し、日本代表の決勝トーナメント進出に貢献した上、最終的には打率.429、3本塁打、15打点で大会ベストナインに選出されている。
2017年に第4回WBC日本代表に選出。4番は筒香嘉智に譲ったが、欠場した二次ラウンドのイスラエル戦を除き筒香の後ろの5番打者に座った。1次ラウンドオーストラリア戦では決勝ソロ本塁打を放ち、二次ラウンドオランダ戦ではリック・バンデンハークから一時決勝打となる3点本塁打を放つと同点に追いつかれた後の延長11回に決勝2点適時打を放った。大会全体では打率こそ.238にとどまったが、1次ラウンドの中国戦を合わせ3本の本塁打を記録し8打点を記録した。

## 選手としての特徴

### 打撃

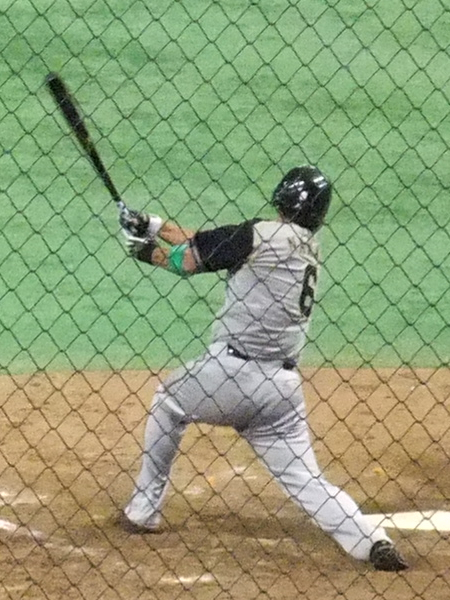
中田のスイング（2009年の日本シリーズにて）

高校時代に推定飛距離170メートルの本塁打を放ったこともある長打力を持ち味とし、体勢を崩されても打球をスタンドに運ぶことが出来る。初球から積極的に振っていくスタイルで、四球率は通算6.7%と平均的だが、反面、2011年にはボールゾーンのスイング率が30%を越えるなど選球眼に難があった。こうした選球眼の悪さが課題にあったものの、後述の「ガニ股打法」などの変遷を経て、徐々に四球数・三振数・バットコントロールを改善していった。
2014年頃からは緩急をつけるようになり、2ストライク時や得点圏で確実に1点が求められる場面によっては、足をわずかに上げミート重視のコンパクトな打撃に切り替えることが多くなった。本人も打点へのこだわりを述べている。その影響からか、IsoP（長打力を測る指標）は、2013年にリーグ1位の「0.246」を記録して以後の4シーズン（2014年 - 2017年）は、「0.186→0.215→0.181→0.150」と、長距離打者としては比較的抑えられた数値になっている。
野口寿浩は2015年シーズン終了後に「アマチュア時代に変化球を狙い球にする習慣が無いままプロ入りしたため変化球嫌いだ」という趣旨の指摘をしている。
2015年 - 2017年の3シーズンにおいて、三振率は「19.6％→20.2％→19.0％」と、リーグ平均値を前後する数値で推移しているが、空振り率は「12.4％→13.2％→12.2％」と、リーグ平均値よりも望ましくない数値で推移している（リーグ平均値は「9.4％→9.0％→9.8％」）。また、初球スイング率では「31.9％→37.7％（リーグ2位）→33.7％」と、リーグ平均値を上回る高い数値で推移しており、積極的に振る傾向の強い打者であるといえる。
打球方向の「引っ張り打球割合」が、2015年 - 2017年の3シーズンにおいて、「51％→54％→49％」と高い数値で推移しており（特に2016年シーズンの「引っ張り打球割合」はリーグ1位であった）、日本人打者の中でも、プルヒッターの傾向の強い打者であることが示されている。また、2015年 - 2017年の3シーズンにおける「フライボール率」は、「55.6％（リーグ3位）→59.4％（リーグ1位）→58.2％（リーグ1位）」と高い数値で推移しており、打球におけるフライボールの多い打者（フライボールヒッター）であるといえる。

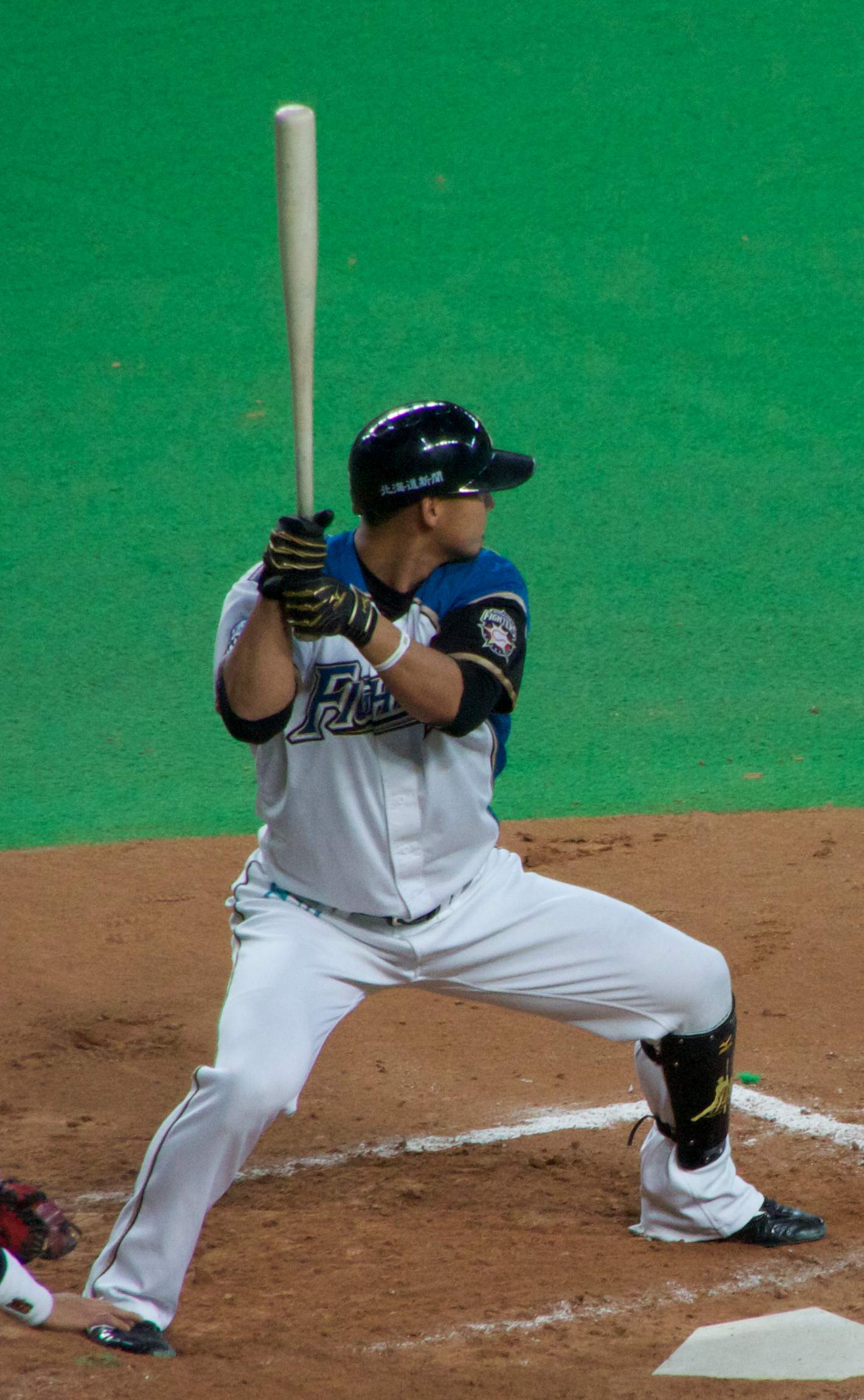
中田の打撃フォーム（2012年）

打撃フォームの変遷が激しく、2011年には選球眼の改善を試みるため、脇を閉めて足をガニ股に開くノーステップ打法に取り組んでいた。しかし、下半身に負担がかかるため後半戦からはガニ股をやめ、当時の打撃コーチであった福良淳一やチームメイトだった稲葉篤紀からアドバイスを受けながらすり足打法に取り組んだ。この年のオフにはケビン山崎の指導を受けて下半身を強化し、ガニ股打法を1年間継続させることを目指したが、翌2012年は5月まで打率.169と不振に陥ったため、同月下旬からは福良の指導を受け左足を軽く上げるオーソドックスな打撃フォームとなった。
日本ハム時代は栗山英樹の監督就任後の2012年から、ほぼ一貫して4番打者として起用され続けていたが、栗山曰く、中田を4番として起用し続ける理由として、「自分の中の感覚だけど、いつも調子が悪くても、球の強い投手がきても、絶対に打てる可能性をいつも感じさせる選手。特別なタイプの投手を打てない、というのはダメ。どんな投手が来ても、いつも期待できる選手でないと4番を張れないし、何とかしてくれる可能性をいつも感じている打者だから。調子が悪くてもバットを振るし。その可能性が高くないとチームを背負えないので」という趣旨のことを述べている。
犠飛の多い選手であり、特に2018年シーズンは歴代単独2位となる13本を記録した。
打点の記録が優れている一人とも認められている。2020年時点でシーズン100打点を5度記録している。本人も打点に強い拘りを持っており、2019年のオフには「打点でもっと貢献したかった。俺は本塁打を30本、40本打ちたいという欲よりも毎年100打点打ちたいという欲の方が強い。打点の方が直接の貢献度が大きいと個人的に思うから。本塁打は調子が良ければ、ポンポンと出るもの。打点というのは場面、場面でみんながつくってくれるチャンスなので。バントして犠牲になってくれている奴もおれば、スチールして（ヒット）1本で（ホームに）還れる状況をつくってくれる奴もいる中での打点なんでね。同じ1点でも重みが違うかなと思う」とコメントした。

### 走塁
足は特別速いわけでもなく、一塁到達は4.3秒台である。高校生時で50メートル走のタイムは6秒2。第4回WBCではキューバ戦で盗塁を記録している。

### 守備
入団当初は三塁手と一塁手で起用されていたが、出場機会の増加や強肩を活かすため、2010年からは左翼手として起用されるようになった。怪我の影響もあり、2015年からは一塁手に再転向している。また、2014年には三塁手へ再転向が提案されるも、守備の悩みから打撃に悪影響を受け開幕は左翼手となり、結局同年の三塁手としての出場は無かった。2019年にも三塁手転向プランがあったが、結局三塁手としての一軍出場はないままである。
外野手としては、チームメイトだった小谷野栄一から「150km/hくらい出ている」と評され、高校時代に投手として最速151km/hを記録した強肩に加え、正確な送球を持ち味とし、2011年と2012年には外野手としてリーグ最多の補殺を記録、糸井嘉男、陽岱鋼と共に球界屈指の外野陣と呼ばれるようになった。2012年には左翼手で両リーグトップのUZR23.7を記録した。
一塁手としても、ゴールデングラブ賞を5回受賞しているように評価が高い。非常に柔らかいハンドリングや、スローイングの正確さと強肩に定評がある。

## 人物
- 非常に気が強いことで知られており、ヤンチャといわれるエピソードが多い[194]。アマチュア時代からヤンチャで知られ、大阪桐蔭時代は「気に食わない先輩を乾燥機に叩き込んだ」と、自分でも認めている。2008年春季キャンプでは、連日の取材攻勢にストレスがたまっていたのか、宿舎の窓から持参したエアガンで報道陣を狙撃し、これには当時面倒を見ていた球団スタッフも「手に負えない」と嘆き節だった。また、一軍定着前の二軍時代は遅刻・寝坊・仮病の常習犯であり、プロ1年目に左手首を骨折した時も球団は当初、「またいつものウソか」と信じなかったくらいである。日ハム時代の中田の素行不良については、栗山が中田に甘かったことに原因を求める球団OBの声もあり、ダルビッシュや稲葉などの厳しい先輩がいなくなったことでバランスが取れなくなったという[195]。2011年8月26日の西武戦において、自身が無安打で敗戦した際、3学年上の鵜久森淳志と小競り合いの喧嘩をするトラブルを起こした[196]。その日出場のなかった鵜久森が悔しそうにバットを片付けていた様子に腹を立てた中田が「早くどいてもらっていいですか」と言うと、「殺すぞ」「殺してみい、こらぁ」といった怒鳴り合いに発展した。その場でコーチに止められ、後に和解している[197]。
- 2012年1月に高校時代の同級生と結婚[198][199][200]。その翌年2013年1月に第1子長女が誕生し、2016年4月に第2子次女、2019年8月に第3子長男[200]、2021年7月に第4子次男が誕生している[201]。第3子は8月9日の「野球の日」生まれであり、「なにか縁があるのかなと思う。ましてや初めての男の子だし」と語っている[202]。
- 子供のころから動物好きで、現在は犬と爬虫類を飼育している。また巨人二軍球場ではカマキリ[注 11]などの昆虫を餌として捕らえる所も選手に度々目撃されており、企画記事や球団映像の企画になっている[203][204][205][206]。
- 好物は焼肉。広島でしか食べられないコウネ（ブリスケ）が好み[207]。脂肪分の少ない部位を好む[208]。
- 喫煙者である[209]（現在は不明）。
- 日本ハム時代はチーム屈指の歌唱力を誇ると言われ、カラオケでの十八番は松山千春の「大空と大地の中で」で、球団のチャリティーCDでもサビを担当した[210]。巨人移籍後もカラオケに同行した選手からは「歌が上手」と言われており、′23年4月22日に放送されたズムサタで取材を受けた高梨雄平からは「甘い歌声やビブラートもできる。コブクロを歌っていた」と答えた[208][206]。
- 2018年1月27日より写真共有SNS・Instagramで自身のアカウントを開設し、プロフィールには自らを「北のジャイアン」と記した[211]。高校生時代の写真などを投稿し、開始2日でフォロワーが14万人に達するほどの好評を博す[212]。
- 日本ハム時代、2018年シーズンから大野奨太のFA移籍によって、チームキャプテンに就任したが、チームメイトからは以前からの呼び名である「大将」と呼ばれていた[213]。移籍後も元日ハムのチームメイトだった一部の選手から大将と呼ばれ、後に球団イベントなどでも岡本和真の愛称と合わせて「大将と若大将」などと称され、チーム内にも定着している[214]。
- 座右の銘は「克己心」[215]。
- 試合の登場曲には、2013年から親交が深いビーグルクルーのYASSのオリジナル書下ろし楽曲『My HERO』を使用し、YASSの活動にとって後に様々な影響を及ぼすうちの1人となり、過去には『My BROTHER』（同人）やその他の楽曲も使用していた[216]。2022年オフにはYASS主催の野球教室で指導などを行った[217][218]。
- 2011年まで同僚だったダルビッシュ有と渡部龍一を慕っている[174]。ダルビッシュからは「（当時の）日本記録[注 12]の56本塁打を打つまで認めない」[219]などと叱咤され、ダルビッシュのメジャー移籍後も言葉をかけられている[220]。2012年には前年に戦力外通告を受け退団した渡部のラッキーカラーである紫色のグッズを身につけて試合に臨んだ[174]。
- 高校の先輩である西岡剛と親交が深く、過去には自主トレをともにしていた[174][221]。当時の参加選手は西川遥輝、城所龍磨で自主トレの様子などはYouTube[222]やインスタグラムなどに投稿されている。移籍後は秋広優人、姫野優也、黒瀬健太（引退前まで）と石垣島で行う[223]。
- 日本ハム時代は、後輩選手のモチベーション向上のために自身が考案した「中田賞」を設けていた。毎年、中田自ら後輩選手のシーズン目標（本塁打数や安打数、勝利数など）を設定し、その目標をクリアできればポケットマネーで後輩の希望する賞品（主に高級ブランド品）をプレゼントしていた。これは、かつて稲葉篤紀や西岡に成績に応じて食事をご馳走してもらった経験があるからだという[45]。特に杉谷拳士のことを「かわいい後輩」としており、その親交ぶりが時折メディアで取り上げられたほどである[224][225]。移籍後も同僚や後輩にも慕われ、中田について取材でも「（一般のイメージと違って）可愛らしい一面しかない」「食事に誘ってくれる」「（試合前）意外に緊張するタイプ、寂しがり屋」などと言われている[206]。中日移籍となった2024年からは元同僚で前年限りで現役を引退した姫野優也を個人マネージャーとして起用している。

## 不祥事

### チームメイトへの暴行事件
2021年8月4日、エキシビションマッチ・対DeNA戦（千代台公園野球場）の開始前に同僚選手1名（以下、被害選手）に対してベンチ裏で暴力行為を行っていたことが判明し、試合中に球場からの退場と自宅謹慎を命じられた。同日の試合では中田は4番で先発出場して、1回に先制の適時二塁打を放っていたものの、直後の2回の守備から交代させられていた。
球団による詳細な調査の結果、被害選手よりこのことを大事にしたくない旨の申告があり、中田本人が深く反省しているという諸事情を踏まえてもなお中田の行為が統一選手契約書第17条（模範行為）に違反し、野球協約第60条（1）の規定に該当するものと球団は認定。11日、球団は中田に対して当面、一軍、二軍全ての試合の出場停止処分を科すことを発表し、同日付で出場停止選手公示がなされた。
同日、球団社長兼オーナー代行の川村浩二が記者会見を行い、被害選手に落ち度はなく、中田が突発的に腹を立てて手を出したものであること、被害選手が受けた暴力はプレーに支障がない程度であること、中田と被害選手は本来は懇意な2人だったことが説明された。また、球団施設で個人での自主練習は認める方針だが、チーム練習には参加させず、ユニフォーム着用も禁ずる考えも示された。会見に中田は同席しなかった。
同16日、栗山英樹監督がこの件について初めて言及。同年中の一軍復帰を否定したうえで、「このチームでは難しい」と退団の可能性も示した。
同20日、巨人に無償トレードで移籍することが発表され、巨人球団事務所で開かれた記者会見には、金髪から黒髪にしたうえで髭も剃って姿を現し、冒頭で「今回、本当に皆さんに迷惑をかけてしまったこと、本当に反省しています。本人にももちろんそうですし、ファンの皆さんに対しても裏切ってしまったということに対して、すごく後悔だったり、本当に反省しています。すみませんでした」と謝罪の言葉を述べた。移籍にあたっては、16日夜に日本ハム・栗山英樹監督から巨人・原辰徳監督へ直接電話で相談があり、原監督が巨人球団首脳とかけ合って獲得が決定した。
無償トレードとなったこと、日本ハムから科された出場停止処分が9日間で解除され巨人ですぐ一軍戦に出場したこと、日本ハム主導での謝罪会見が開かれなかったことなどに対し、賛否を呼ぶ出来事となった。

## 詳細情報

### 年度別打撃成績
| 年 度      | 球 団      | 試 合 | 打 席 | 打 数 | 得 点 | 安 打 | 二 塁 打 | 三 塁 打 | 本 塁 打 | 塁 打 | 打 点 | 盗 塁 | 盗 塁 死 | 犠 打 | 犠 飛 | 四 球 | 敬 遠 | 死 球 | 三 振 | 併 殺 打 | 打 率 | 出 塁 率 | 長 打 率 | O P S |
| ---------- | ---------- | ----- | ----- | ----- | ----- | ----- | -------- | -------- | -------- | ----- | ----- | ----- | -------- | ----- | ----- | ----- | ----- | ----- | ----- | -------- | ----- | -------- | -------- | ----- |
| 2009       | 日本ハム   | 22    | 38    | 36    | 3     | 10    | 2        | 0        | 0        | 12    | 1     | 0     | 0        | 0     | 1     | 1     | 0     | 0     | 15    | 0        | .278  | .289     | .333     | .623  |
| 2010       | 日本ハム   | 65    | 230   | 210   | 20    | 49    | 5        | 1        | 9        | 83    | 22    | 0     | 0        | 0     | 2     | 15    | 0     | 3     | 61    | 8        | .233  | .291     | .395     | .687  |
| 2011       | 日本ハム   | 143   | 572   | 527   | 49    | 125   | 32       | 2        | 18       | 215   | 91    | 4     | 0        | 0     | 8     | 31    | 2     | 6     | 133   | 12       | .237  | .283     | .408     | .691  |
| 2012       | 日本ハム   | 144   | 606   | 547   | 79    | 131   | 25       | 1        | 24       | 230   | 77    | 5     | 4        | 0     | 4     | 50    | 1     | 5     | 101   | 8        | .239  | .307     | .420     | .727  |
| 2013       | 日本ハム   | 108   | 459   | 407   | 67    | 124   | 14       | 1        | 28       | 224   | 73    | 1     | 2        | 0     | 1     | 45    | 4     | 6     | 77    | 11       | .305  | .381     | .550     | .932  |
| 2014       | 日本ハム   | 144   | 602   | 531   | 64    | 143   | 18       | 0        | 27       | 242   | 100   | 0     | 0        | 0     | 7     | 58    | 3     | 6     | 89    | 12       | .269  | .344     | .456     | .800  |
| 2015       | 日本ハム   | 143   | 611   | 539   | 72    | 142   | 26       | 0        | 30       | 258   | 102   | 1     | 0        | 0     | 7     | 64    | 4     | 1     | 120   | 11       | .263  | .339     | .479     | .817  |
| 2016       | 日本ハム   | 141   | 624   | 569   | 61    | 142   | 26       | 1        | 25       | 245   | 110   | 2     | 1        | 0     | 5     | 47    | 1     | 3     | 126   | 14       | .250  | .308     | .431     | .738  |
| 2017       | 日本ハム   | 129   | 542   | 472   | 56    | 102   | 23       | 0        | 16       | 173   | 67    | 0     | 1        | 0     | 4     | 61    | 0     | 5     | 103   | 14       | .216  | .310     | .367     | .676  |
| 2018       | 日本ハム   | 140   | 599   | 540   | 61    | 143   | 32       | 0        | 25       | 250   | 106   | 0     | 1        | 0     | 13    | 43    | 1     | 3     | 81    | 24       | .265  | .316     | .463     | .778  |
| 2019       | 日本ハム   | 124   | 514   | 450   | 55    | 109   | 21       | 0        | 24       | 202   | 80    | 0     | 0        | 0     | 4     | 55    | 4     | 5     | 83    | 16       | .242  | .329     | .449     | .778  |
| 2020       | 日本ハム   | 119   | 506   | 440   | 52    | 105   | 18       | 0        | 31       | 216   | 108   | 1     | 0        | 0     | 9     | 55    | 3     | 2     | 109   | 19       | .239  | .320     | .491     | .811  |
| 2021       | 日本ハム   | 39    | 150   | 135   | 13    | 26    | 3        | 0        | 4        | 41    | 13    | 0     | 0        | 0     | 0     | 14    | 0     | 1     | 31    | 4        | .193  | .273     | .304     | .577  |
| 2021       | 巨人       | 34    | 106   | 91    | 6     | 14    | 4        | 0        | 3        | 27    | 7     | 0     | 0        | 0     | 0     | 14    | 0     | 1     | 29    | 3        | .154  | .274     | .297     | .571  |
| '21計      | 巨人       | 73    | 256   | 226   | 19    | 40    | 7        | 0        | 7        | 68    | 20    | 0     | 0        | 0     | 0     | 28    | 0     | 2     | 60    | 7        | .177  | .273     | .301     | .574  |
| 2022       | 巨人       | 109   | 375   | 338   | 39    | 91    | 8        | 0        | 24       | 171   | 68    | 0     | 0        | 2     | 4     | 27    | 2     | 4     | 72    | 9        | .269  | .327     | .506     | .833  |
| 2023       | 巨人       | 92    | 288   | 263   | 27    | 67    | 8        | 1        | 15       | 122   | 37    | 0     | 0        | 0     | 4     | 19    | 3     | 2     | 63    | 10       | .255  | .306     | .464     | .769  |
| 2024       | 中日       | 62    | 225   | 212   | 15    | 46    | 10       | 0        | 4        | 68    | 21    | 0     | 0        | 0     | 3     | 9     | 2     | 1     | 34    | 9        | .217  | .249     | .321     | .570  |
| 通算：16年 | 通算：16年 | 1758  | 7047  | 6307  | 739   | 1569  | 275      | 7        | 307      | 2779  | 1083  | 14    | 9        | 2     | 76    | 608   | 30    | 54    | 1327  | 184      | .249  | .317     | .441     | .757  |

- 2024年度シーズン終了時
- 各年度の太字はリーグ最高

### 年度別打撃成績所属リーグ内順位
| 年 度 | 年 齢 | リ ｜ グ   | 打 率 | 安 打 | 二 塁 打 | 三 塁 打 | 本 塁 打 | 打 点 | 盗 塁 | 出 塁 率 |
| ----- | ----- | ---------- | ----- | ----- | -------- | -------- | -------- | ----- | ----- | -------- |
| 2009  | 20    | パ・リーグ | -     | -     | -        | -        | -        | -     | -     | -        |
| 2010  | 21    | パ・リーグ | -     | -     | -        | -        | -        | -     | -     | -        |
| 2011  | 22    | パ・リーグ | -     | -     | 2位      | -        | 3位      | 3位   | -     | -        |
| 2012  | 23    | パ・リーグ | -     | -     | -        | -        | 2位      | 3位   | -     | -        |
| 2013  | 24    | パ・リーグ | 8位   | -     | -        | -        | 2位      | -     | -     | 10位     |
| 2014  | 25    | パ・リーグ | -     | -     | -        | -        | 4位      | 1位   | -     | -        |
| 2015  | 26    | パ・リーグ | -     | -     | 9位      | -        | 6位      | 2位   | -     | -        |
| 2016  | 27    | パ・リーグ | -     | -     | 8位      | -        | 5位      | 1位   | -     | -        |
| 2017  | 28    | パ・リーグ | -     | -     | -        | -        | -        | -     | -     | -        |
| 2018  | 29    | パ・リーグ | -     | -     | 4位      | -        | 9位      | 3位   | -     | -        |
| 2019  | 30    | パ・リーグ | -     | -     | -        | -        | -        | 10位  | -     | -        |
| 2020  | 31    | パ・リーグ | -     | -     | -        | -        | 2位      | 1位   | -     | -        |
| 2021  | 32    | パ・リーグ | -     | -     | -        | -        | -        | -     | -     | -        |
| 2021  | 32    | セ・リーグ | -     | -     | -        | -        | -        | -     | -     | -        |
| 2022  | 33    | セ・リーグ | -     | -     | -        | -        | 4位      | 9位   | -     | -        |
| 2023  | 34    | セ・リーグ | -     | -     | -        | -        | -        | -     | -     | -        |
| 2024  | 35    | セ・リーグ | -     | -     | -        | -        | -        | -     | -     | -        |

- -は10位未満（打率は規定打席未到達の場合も-と表記）

### WBCでの打撃成績
| 年 度 | 代 表 | 試 合 | 打 席 | 打 数 | 得 点 | 安 打 | 二 塁 打 | 三 塁 打 | 本 塁 打 | 塁 打 | 打 点 | 盗 塁 | 盗 塁 死 | 犠 打 | 犠 飛 | 四 球 | 敬 遠 | 死 球 | 三 振 | 併 殺 打 | 打 率 | 出 塁 率 | 長 打 率 |
| ----- | ----- | ----- | ----- | ----- | ----- | ----- | -------- | -------- | -------- | ----- | ----- | ----- | -------- | ----- | ----- | ----- | ----- | ----- | ----- | -------- | ----- | -------- | -------- |
| 2013  | 日本  | 6     | 26    | 21    | 3     | 6     | 0        | 0        | 0        | 6     | 2     | 0     | 0        | 0     | 1     | 3     | 0     | 1     | 3     | 0        | .286  | .385     | .286     |
| 2017  | 日本  | 6     | 25    | 21    | 5     | 5     | 1        | 0        | 3        | 15    | 8     | 1     | 0        | 0     | 0     | 4     | 0     | 0     | 2     | 0        | .238  | .360     | .714     |

### WBSCプレミア12での打撃成績
| 年 度 | 代 表 | 試 合 | 打 席 | 打 数 | 得 点 | 安 打 | 二 塁 打 | 三 塁 打 | 本 塁 打 | 塁 打 | 打 点 | 盗 塁 | 盗 塁 死 | 犠 打 | 犠 飛 | 四 球 | 敬 遠 | 死 球 | 三 振 | 併 殺 打 | 打 率 | 出 塁 率 | 長 打 率 |
| ----- | ----- | ----- | ----- | ----- | ----- | ----- | -------- | -------- | -------- | ----- | ----- | ----- | -------- | ----- | ----- | ----- | ----- | ----- | ----- | -------- | ----- | -------- | -------- |
| 2015  | 日本  | 8     | 36    | 28    | 8     | 12    | 2        | 0        | 3        | 23    | 15    | 1     | 0        | 0     | 1     | 7     | 0     | 0     | 7     | 0        | .429  | .528     | .821     |

- 太字は大会最高

### 年度別守備成績
| 年 度 | 球 団    | 一塁  | 一塁  | 一塁  | 一塁  | 一塁  | 一塁     | 外野  | 外野  | 外野  | 外野  | 外野  | 外野     |
| 年 度 | 球 団    | 試 合 | 刺 殺 | 補 殺 | 失 策 | 併 殺 | 守 備 率 | 試 合 | 刺 殺 | 補 殺 | 失 策 | 併 殺 | 守 備 率 |
| ----- | -------- | ----- | ----- | ----- | ----- | ----- | -------- | ----- | ----- | ----- | ----- | ----- | -------- |
| 2009  | 日本ハム | 6     | 26    | 0     | 0     | 1     | 1.000    | -     | -     | -     | -     | -     | -        |
| 2010  | 日本ハム | 29    | 231   | 17    | 1     | 22    | .996     | 18    | 12    | 1     | 0     | 0     | 1.000    |
| 2011  | 日本ハム | 25    | 80    | 9     | 0     | 4     | 1.000    | 139   | 208   | 11    | 5     | 1     | .978     |
| 2012  | 日本ハム | 13    | 86    | 5     | 0     | 4     | 1.000    | 138   | 245   | 19    | 3     | 9     | .989     |
| 2013  | 日本ハム | 8     | 45    | 3     | 1     | 8     | .980     | 101   | 179   | 7     | 2     | 3     | .989     |
| 2014  | 日本ハム | 31    | 224   | 13    | 1     | 20    | .996     | 95    | 108   | 7     | 2     | 1     | .983     |
| 2015  | 日本ハム | 139   | 1211  | 99    | 5     | 94    | .996     | -     | -     | -     | -     | -     | -        |
| 2016  | 日本ハム | 136   | 1214  | 95    | 8     | 115   | .994     | -     | -     | -     | -     | -     | -        |
| 2017  | 日本ハム | 126   | 1086  | 88    | 8     | 84    | .993     | -     | -     | -     | -     | -     | -        |
| 2018  | 日本ハム | 131   | 1183  | 80    | 3     | 82    | .998     | 3     | 4     | 1     | 0     | 0     | 1.000    |
| 2019  | 日本ハム | 100   | 865   | 71    | 5     | 66    | .995     | -     | -     | -     | -     | -     | -        |
| 2020  | 日本ハム | 63    | 497   | 46    | 6     | 36    | .989     | -     | -     | -     | -     | -     | -        |
| 2021  | 日本ハム | 35    | 261   | 16    | 1     | 22    | .996     | -     | -     | -     | -     | -     | -        |
| 2021  | 巨人     | 33    | 213   | 16    | 0     | 17    | 1.000    | -     | -     | -     | -     | -     | -        |
| '21計 | 巨人     | 68    | 474   | 32    | 1     | 39    | .998     | -     | -     | -     | -     | -     | -        |
| 2022  | 巨人     | 100   | 765   | 76    | 2     | 63    | .998     | -     | -     | -     | -     | -     | -        |
| 2023  | 巨人     | 74    | 508   | 35    | 6     | 58    | .989     | -     | -     | -     | -     | -     | -        |
| 2024  | 中日     | 52    | 460   | 36    | 1     | 37    | .998     | -     | -     | -     | -     | -     | -        |
| 通算  | 通算     | 1101  | 8955  | 705   | 48    | 733   | .995     | 494   | 756   | 46    | 12    | 14    | .985     |

- 2024年度シーズン終了時
- 各年度の太字はリーグ最高、赤太字はNPBにおける歴代最高
- 太字年はゴールデングラブ賞受賞

### タイトル
- 打点王：3回（2014年、2016年、2020年）

### 表彰
NPB
- ベストナイン：5回（外野手部門：2013年、2014年 一塁手部門：2015年、2016年、2020年） ※2013年は鈴木大地、浅村栄斗と共に平成生まれ初の受賞
- ゴールデングラブ賞：5回（一塁手部門：2015年、2016年、2018年、2020年、2022年） ※2020年は中村晃との同時受賞、2022年はセ・巨人で初受賞（両リーグ受賞は史上9人目、かつ一塁手部門では史上初のセパ両受賞[123]）
- スカパー! ドラマティック・サヨナラ賞年間大賞：1回（2012年）
- 月間サヨナラ賞：1回（2019年3・4月）
- 「ジョージア魂」賞：3回（2011年度第2回、2012年度第6回、2013年度第3回）
- 札幌ドームMVP：1回（野球部門：2020年）
- オールスターゲーム敢闘選手賞：1回（2012年第3戦）
- フレッシュオールスターゲームMVP：1回（2009年）
- クライマックスシリーズMVP：1回（2016年）
- 日本シリーズ優秀選手賞：1回（2016年）

日本代表
- WBSCプレミア12ベストナイン：1回（2015年）

### 記録
初記録
- 初出場・初先発出場：2009年5月23日、対東京ヤクルトスワローズ2回戦（札幌ドーム）、「7番・指名打者」で先発出場
- 初打席・初安打：同上、2回裏にリッキー・バレットから左前安打
- 初得点・同上、2回裏に三走として田中賢介の左犠飛で生還
- 初打点：2009年9月27日、対福岡ソフトバンクホークス23回戦（福岡Yahoo! JAPANドーム）、7回表に大隣憲司から中犠飛
- 初本塁打：2010年7月20日、対千葉ロッテマリーンズ14回戦（札幌ドーム）、5回裏に大嶺祐太から左越ソロ
- 初盗塁：2011年4月24日、対東北楽天ゴールデンイーグルス3回戦（ほっともっとフィールド神戸）、5回表に二盗（投手：川岸強、捕手：井野卓）

節目の記録
- 100本塁打：2014年8月5日、対オリックス・バファローズ16回戦（帯広の森野球場）、6回裏に岸田護から中越ソロ ※史上272人目
- 150本塁打：2016年7月12日、対オリックス・バファローズ11回戦（京セラドーム大阪）、5回表に西勇輝から右越2ラン ※史上163人目
- 1000試合出場：2017年8月13日、対福岡ソフトバンクホークス20回戦（福岡 ヤフオク!ドーム）、「4番・一塁手」で先発出場 ※史上486人目
- 1000安打：2018年5月9日、対オリックス・バファローズ7回戦（京セラドーム大阪）、6回表に小林慶祐から左前打 ※史上291人目[235][236]
- 200本塁打：2018年8月24日、対東北楽天ゴールデンイーグルス17回戦（札幌ドーム）、8回裏に近藤弘樹から左中間越ソロ ※史上103人目、平成生まれの選手では初[237]
- 1000三振：2020年6月28日、対東北楽天ゴールデンイーグルス6回戦（楽天生命パーク宮城）9回表にJ.T.シャギワから ※史上68人目
- 250本塁打：2020年9月10日、対千葉ロッテマリーンズ15回戦（ZOZOマリンスタジアム）、1回表に岩下大輝から右越2ラン ※史上64人目
- 1500試合出場：2022年3月30日、対東京ヤクルトスワローズ2回戦（明治神宮野球場）、「5番・一塁手」で先発出場 ※史上199人目[238]
- 1000打点：2022年8月23日、対中日ドラゴンズ18回戦（東京ドーム）、5回裏に勝野昌慶から左前適時安打 ※史上47人目、平成生まれの選手としては初[121]
- 1500安打：2023年6月14日、対埼玉西武ライオンズ2回戦（東京ドーム）、7回裏にヘスス・ティノコから二塁内野安打 ※史上134人目[239]
- 300本塁打：2023年8月6日、対広島東洋カープ18回戦（MAZDA Zoom-Zoom スタジアム広島）、8回表に河野佳から左越3ラン ※史上45人目、平成生まれの選手としては初[130]

その他の記録
- 外野手シーズン19補殺：2012年 ※日本ハム球団タイ記録[240]
- 外野手シーズン9併殺：2012年 ※NPB記録[240]
- シーズン13犠飛：2018年 ※歴代2位、平成時代最多[241]
- 打率.239で打点王：2020年 ※2リーグ制以降最低打率[242]
- 打率.239で100打点越え：同上 ※史上最低打率[242]
- 打点数が安打数を上回り打点王：同上 ※史上初[243]
- 同一シーズンに2球団で本塁打：2021年 ※史上8人目[244]
  - 同一シーズンに2球団で決勝本塁打：2021年 ※史上2人目、日本人史上初[245]
- プロ初犠打が通算6245打席目 ※張本勲（7669打席目）に次いで史上2番目の多さ、6000打席以上要したのは史上2人目[246]
- 全球団から本塁打：2022年5月28日、対北海道日本ハムファイターズ2回戦（札幌ドーム）、9回表に望月大希から左越2ラン ※史上42人目、初対戦試合で達成したのは史上4人目、日本人史上初[247]
- 通算200人から本塁打：2023年7月11日、対広島東洋カープ13回戦（東京ドーム）、床田寛樹から左越えソロ ※史上11人目[248]
- 3球団で開幕戦本塁打 ※史上2人目[249]
- 2球団で開幕戦4番本塁打 ※史上8人目
- オールスターゲーム出場：9回（2011年、2012年、2013年、2014年、2015年、2016年、2017年、2018年、2023年） ※2022年も選出されたが、新型コロナウイルス感染のため出場辞退[250]

### 背番号
- 6（2008年 - 2021年8月19日、2024年 - ）
- 10（2021年8月20日 - 2023年）
- 13（2013年WBC、2015年WBSCプレミア12、2017年WBC）

### 登場曲
- 『応援歌』湘南乃風（2009年）
- 『Don't Cry HIROSHIMA』TEE（2010年）
- 『Jump Around』House Of Pain（2011年 - 2013年）
- 『恋するフォーチュンクッキー』AKB48（2013年7月15日）
- 『My HERO』ビーグルクルー（2014年 - 2018年・2021年8月21日 - ）
- 『My BROTHER』ビーグルクルー（2018年 - ）
- 『ライオン』ベリーグッドマン（2018年）
- 『PERFECT HUMAN』RADIO FISH（2016年4月16日 - 2020年）
- 『Local Star』MC TYSON（2021年 - 同年6月8日）
- 『Do it again』MC TYSON（2024年 - ）

### 代表歴
- 2013 ワールド・ベースボール・クラシック日本代表
- 2015 WBSCプレミア12 日本代表
- 2017 ワールド・ベースボール・クラシック日本代表

## 関連情報

### TVCM
- 日清食品「北の焼きそば」（2012年）
- ライフネット生命（2013年）
- スポーツブル「あの人もブルってる・中田選手」篇（2017年10月）
- ティーバイティーガレージ（2016年 - 2021年）

### 著書
- 『翔! 頂点目指して』（2012年1月、徳間書店）

### 映画
- インクレディブル・ファミリー（2018年8月1日、ディズニー） ※声の出演